# Аллея бюстов (мемориальный комплекс)
Мемориальный комплекс «Аллея выдающихся деятелей» — аллея бюстов в Алма-Ате возле бывшего Дома правительства Казахской ССР, установленная в 1987 году участникам движения за установление Советской власти в Семиречье.

## История
Мемориальный комплекс «Аллея Выдающихся Деятелей» был установлен в 1987 году в сквере у Площади В.И. Ленина, к 70-летней годовщине Великой Октябрьской революции участникам движения за установление Советской власти в Семиречье, партийным и советским деятелям. 
Авторами скульптур выступили знаменитые казахстанские скульпторы: Т.С. Досмагамбетов, А.А. Исаев, Х.И. Наурзбаев, В.Ю. Рахманов, М.В. Раппопорт, А.Б. Татаринов и Ю.В. Гуммель; архитекторы:  А.К. Капанов, К.Ж. Монтахаев, Ш.Е. Валиханов, В.Н. Ким, Ш. Отепбаев и С. Фазылов.
Каждому из деятелей установлен отдельный бронзовый бюст на призменном постаменте, выполненном из курдайского гранита. Все памятники водружены на отдельных площадках, окружённых бордюром. Лицевые части постаментов содержат выгравированные на постаменте подписи.
Комплекс является частью композиции площади Астана — одного из основных мест культурных мероприятий Алматы.

## Список бюстов
1. Алиби Жангельдин - один из организаторов и участник учредительного съезда Советов Казахстана;
2. Ураз Жандосов - заведовал политотделом 3-й Туркестанской дивизии и входил в состав Семиреченского облревкома;
3. Михаил Фрунзе - военный комиссар Восточного фронта;
4. Амангельды Иманов - участник Среднеазиатского восстания 1916 года;
5. Турар Рыскулов - председатель Мусульманского бюро Туркестанской Коммунистической партии;
6. Магазы Масанчи - член Коммунистического Союза Молодёжи Туркестана;
7. Абдулла Розыбакиев - председатель Верненской секции мусульманских коммунистов-большевиков РКП(б);
8. Валериан Куйбышев - член Реввоенсовета (РВС) Южной группы Восточного фронта РККА;
9. Сакен Сейфуллин - Председатель Совета Народных Комиссаров (глава правительства) Киргизской АССР РСФСР;
10. Дмитрий Фурманов - участвовал в подавлении Верненского восстания.

## Памятник истории и культуры
10 ноября 2010 года был утверждён новый Государственный список памятников истории и культуры местного значения города Алматы, одновременно с которым все предыдущие решения по этому поводу были признаны утратившими силу. В этом Постановлении был сохранён статус памятника местного значения Аллеи бюстов. Границы охранных зон были утверждены в 2014 году.